# Teilherzogtum
Teilherzogtum, forma plural Teilherzogtümer, é uma palavra alemã que se refere a parte (em alemão:  Teil) de um ducado (em alemão:  Herzogtum) após o ducado original ter sido internamente partilhado entre membros da dinastia.

## Enquadramento
Ao contrário de outras nações europeias onde vigorava a lei da Primogenitura, em certas regiões de tradição germânica, como o Sacro Império Romano-Germânico, os estados de um monarca podiam ser repartidos entre os diversos filhos varões.
Tal foi o caso, por exemplo, em 1392, quando Estêvão II da Baviera morreu e, os seus três filhos, partilharam o Ducado da Baviera em três Teilherzogtümer:
1. Estêvão III governou a Baviera-Ingolstádio;
2. Frederico governou a Baviera-Landshut
3. João II governou a Baviera-Munique.

Todos os irmãos se intitularam "Duques da Baviera", mas o governo de cada um era limitado ao respetivo “sub-Ducado”.
Assim, Teilhertzogtum poderá, numa interpretação livre, ser traduzido como Ducado de Partição, Ducado de Partilha, parte de Ducado ou, eventualmente, sub-Ducado.
A denominação de cada um desses novos ducados, incluíam o nome do Ducado original (Baviera, por exemplo) seguido da respetiva cidade sede/capital. Assim, o Ducado de Partição da Baviera-Ingolstádio estava centrado na cidade de Ingolstádio.
Caso a linha masculina que governava cada um dos ducados se extinguisse, esse Ducado de Partição era herdado pela(s) outra(s) linha(s) existente(s) à época.

## Ducados de Partição

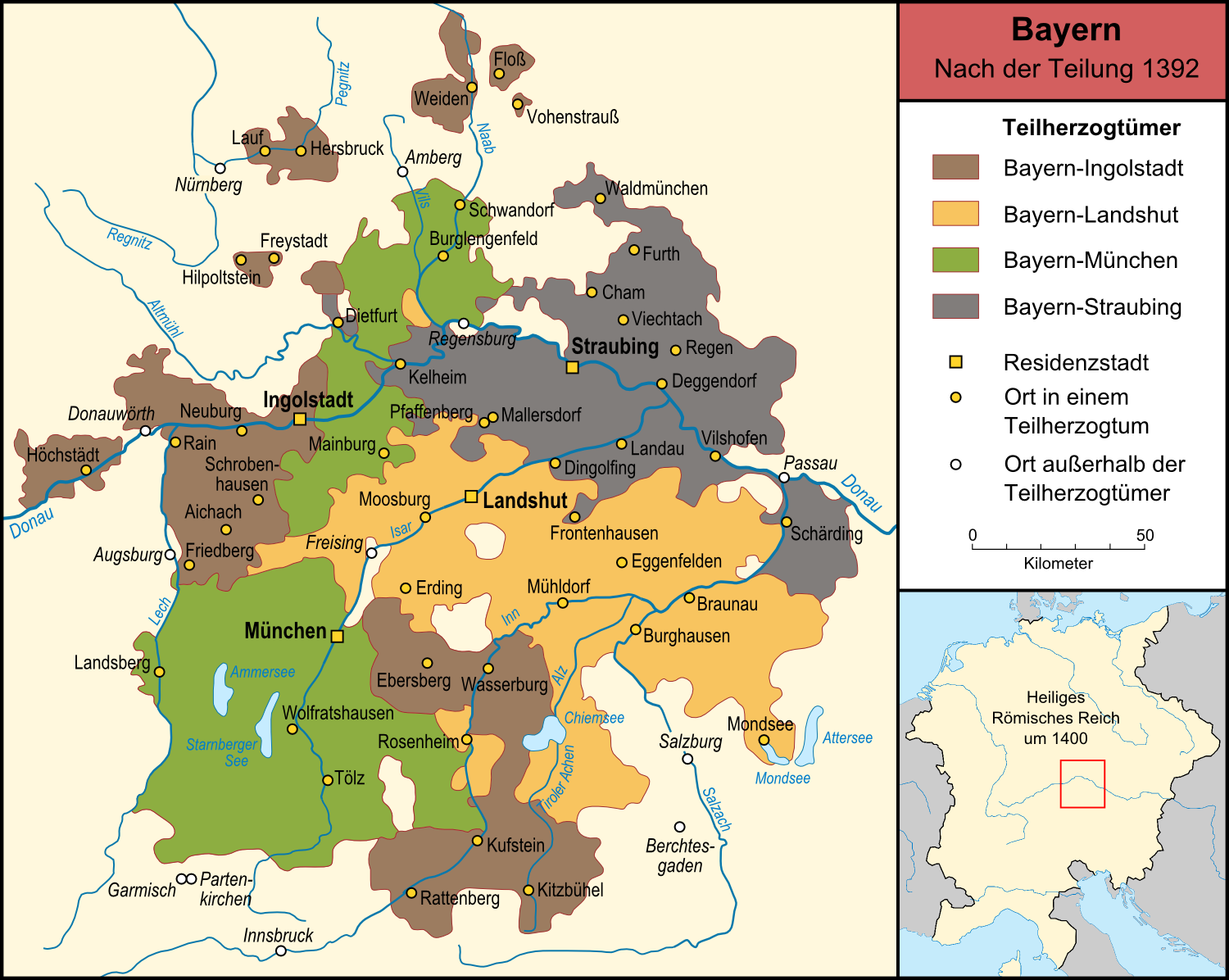
Os Ducados de Partição na Baviera: Baviera-Munique (verde), Baviera-Landshut (laranja), Baviera-Ingolstádio (castanho) e Baviera-Straubing (cinzento).

### Baviera
- Baviera-Ingolstádio
- Baviera-Landshut
- Baviera-Munique
- Baviera-Straubing

### Baden

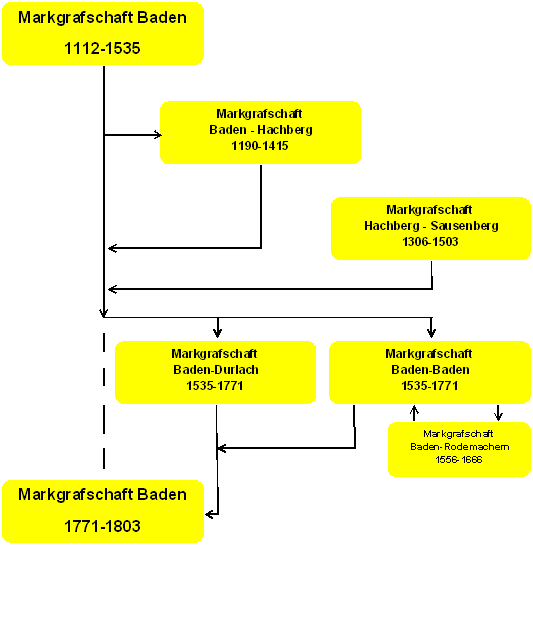
As diversas partições da Marca de Baden.

- Baden-Baden
- Baden-Durlach
- Baden-Eberstein
- Baden-Hachberg
- Baden-Hachberg-Sausenberg
- Baden-Pforzheim
- Baden-Rodemachern

### Hohenzollern
- Hohenzollern-Haigerloch
- Hohenzollern-Hechingen
- Hohenzollern-Sigmaringen

### Meclemburgo

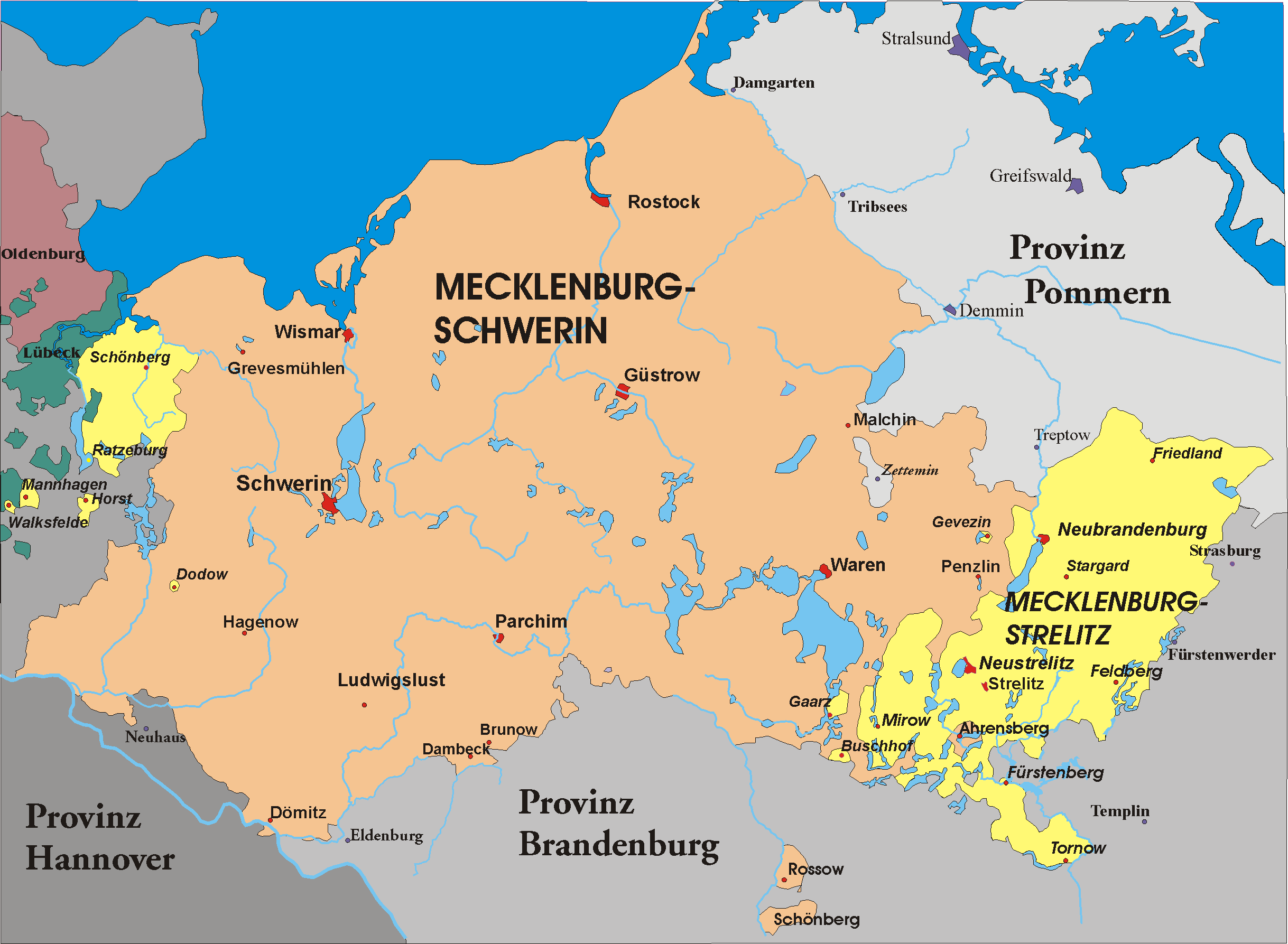
O Meclemburgo após a 3.ª partição: Meclemburgo-Schwerin (laranja) e Meclemburgo-Strelitz (amarelo).

- Meclemburgo-Grabow[4]
- Meclemburgo-Güstrow
- Meclemburgo-Meclemburgo
- Meclemburgo-Mirow
- Meclemburgo-Parchim
- Meclemburgo-Schwerin
- Meclemburgo-Stargard
- Meclemburgo-Strelitz
- Meclemburgo-Werle

### Palatinado
- Palatinado-Birkenfeld
- Palatinado-Birkenfeld-Bischweiler
- Palatinado-Birkenfeld-Gelnhausen
- Palatinado-Birkenfeld-Zweibrücken
- Palatinado-Kleeburg
- Palatinado-Landsberg
- Palatinado-Lautern
- Palatinado-Mosbach
- Palatinado-Mosbach-Neumarkt
- Palatinado-Neuburgo
- Palatinado-Neumarkt
- Palatinado-Simmern
- Palatinado-Simmern-Zweibrücken
- Palatinado-Simmern-Kaiserslautern
- Palatinado-Simmern-Sponheim
- Palatinado-Sulzbach
- Palatinado-Sulzbach-Hilpoltstein
- Palatinado-Zweibrücken
- Palatinado-Zweibrücken-Birkenfeld
- Palatinado-Zweibrücken-Vohenstrauss-Parkstein

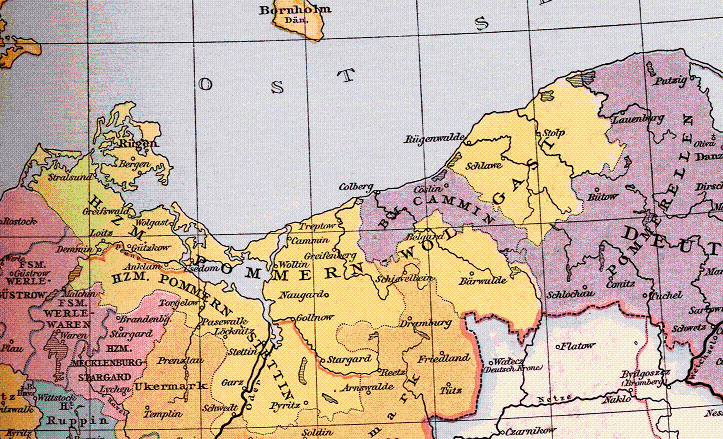
A Pomerânia (amarelo) em 1400: Pomerânia-Stettin (interior) e Pomerânia-Wolgast (litoral); a Diocese de Cammin (púrpura) divide a Pomerânia-Wolgast em duas partes.

### Pomerânia
- Pomerânia-Barth
- Pomerânia-Demmin
- Pomerânia-Stettin
- Pomerânia-Stolp
- Pomerânia-Wolgast

### Saxónia/Turíngia

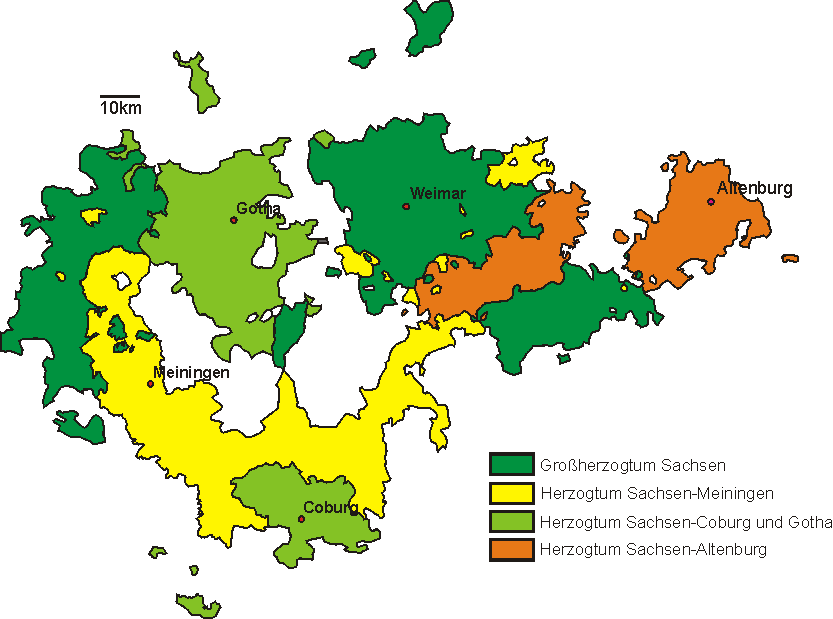
Os Ducados ernestinos após 1825: Saxe-Weimar-Eisenach (verde escuro), Saxe-Meiningen (amarelo), Saxe-Coburgo-Gotha (verde claro) e Saxe-Altemburgo (laranja).

- Saxe-Altemburgo
- Saxe-Coburgo
- Saxe-Coburgo-Eisenach
- Saxe-Coburgo-Saalfeld
- Saxe-Coburgo-Gotha
- Saxe-Eisenach
- Saxe-Eisenberg
- Saxe-Gotha
- Saxe-Gotha-Altemburgo
- Saxe-Hildburghausen
- Saxe-Jena
- Saxe-Marksuhl
- Saxe-Meiningen
- Saxe-Römhild
- Saxe-Saalfeld
- Saxe-Weimar
- Saxe-Weimar-Eisenach

### Vurtemberga

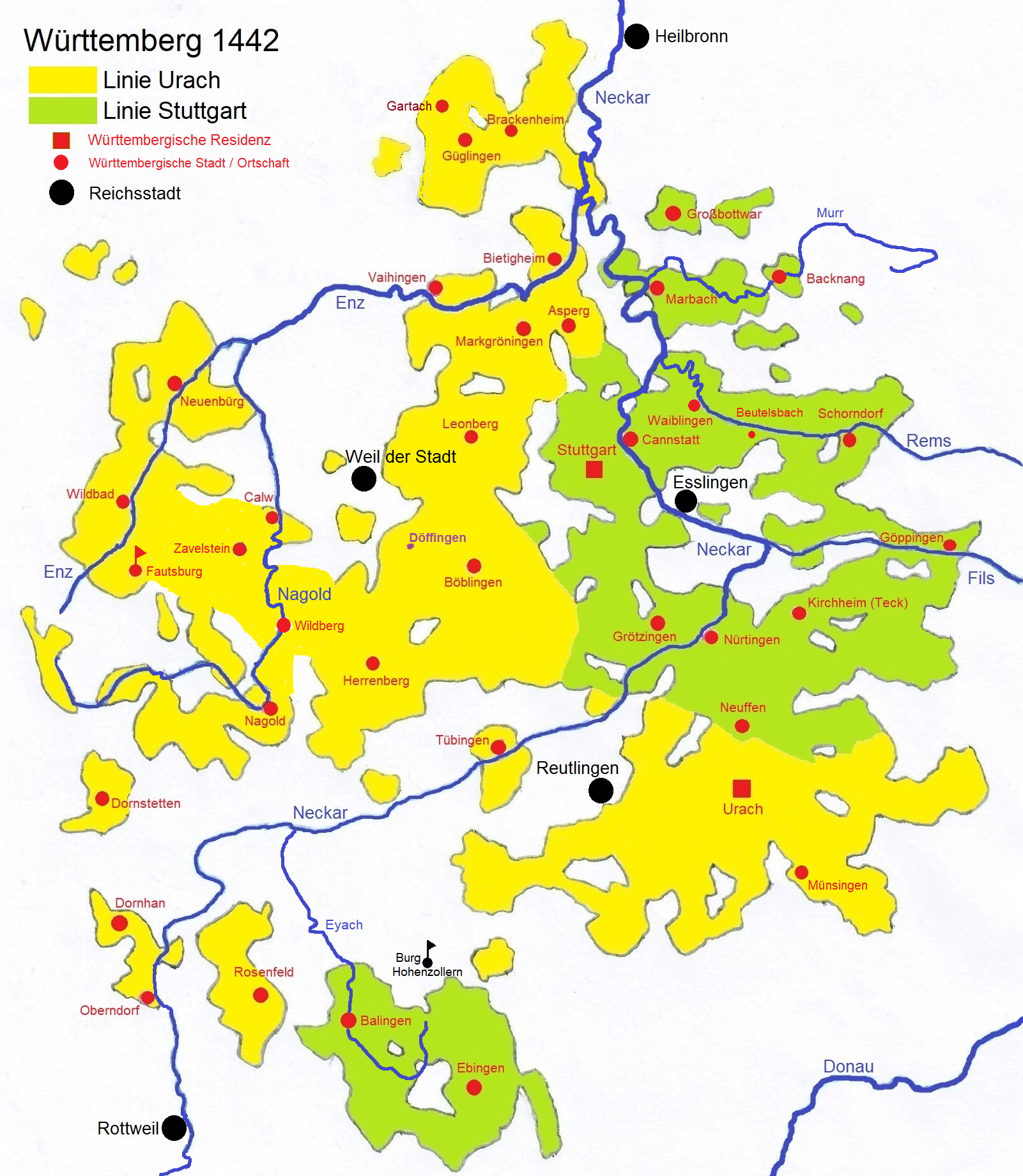
Divisão do Condado de Vurtemberga (1442): Urach e Estugarda.

Condado de Vurtemberga
- Vurtemberga-Estugarda
- Vurtemberga-Urach

Ducado de Vurtemberga
- Vurtemberga-Montbéliard [5]
- Vurtemberga-Neuenburgo
- Vurtemberga-Neustádio
- Vurtemberga-Weiltingen

### Wied[6]
- Wied-Dierdorf
- Wied-Neuwied
- Wied-Runkel